# Adramoides picta
Adramoides picta är en tvåvingeart som beskrevs av Hardy 1973. Adramoides picta ingår i släktet Adramoides och familjen borrflugor.
Artens utbredningsområde är Thailand. Inga underarter finns listade i Catalogue of Life.